# Hersilia (Santa Fé)
Hersilia é uma comuna da Argentina localizada no departamento de San Cristóbal, província de Santa Fé.